# Mönkemöllerstraße 37

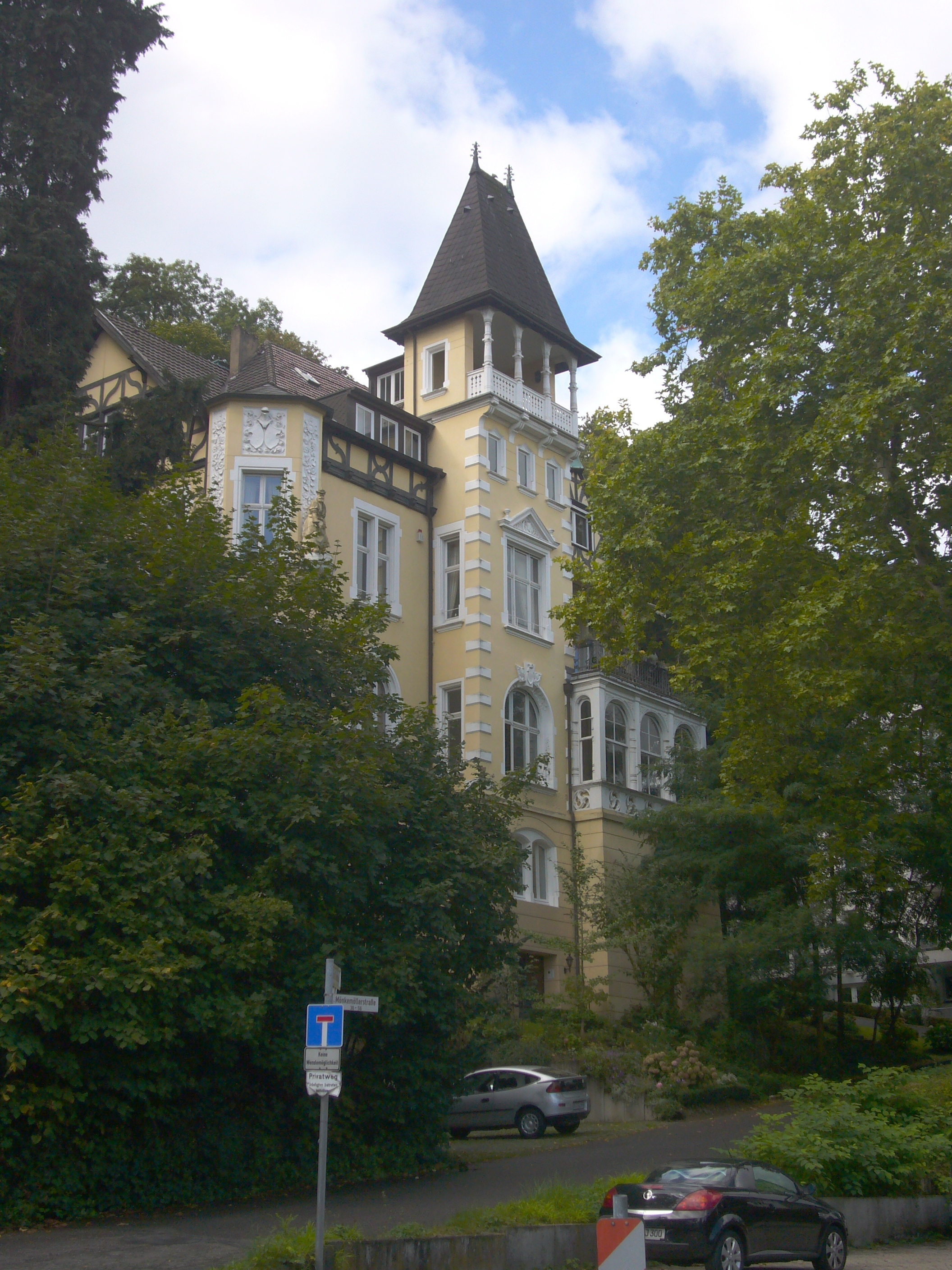
Villa Mönkemöller, Mönkemöllerstraße 37 (2011)

Das Gebäude Mönkemöllerstraße 37 (auch Villa Mönkemöller) ist eine palaisartige Villa im Bonner Ortsteil Dottendorf, die 1904 errichtet wurde. Sie liegt am oberen Ende des Ortsteils am Waldrand an den Hängen des Venusbergs. Die Villa steht als Baudenkmal unter Denkmalschutz.

## Geschichte
Die Villa entstand für den Bauherrn Friedrich Paul Mönkemöller (1865–1935), der in Dottendorf seit Ende des 19. Jahrhunderts die „Bonner Maschinenfabrik und Eisengiesserei Fr. Mönkemöller & Cie.“ betrieb, nach einem Entwurf des Architekten Heinrich Krämer. Der Bauherr benannte sie bezugnehmend auf den seinerzeitigen Straßennamen Marienstraße in „Villa Maria“. In den Jahren 1909 bis 1912 bewohnte der Nervenarzt Hans Kurella das Haus, während Mönkemöller selbst vorübergehend im Bonner Stadtteil Gronau wohnte. Nach dem Tod Mönkemöllers 1935 blieb das Anwesen zunächst in Familienbesitz, bevor ein Eigentümerwechsel erfolgte. Am 1. April 1973 wurde es Sitz der zuvor in Frankfurt am Main beheimateten Handelsvertretung Bulgariens in der Bundesrepublik Deutschland und nach Aufnahme diplomatischer Beziehungen zwischen beiden Ländern Ende 1973 auch Sitz der Botschaft des Landes am Regierungssitz Bonn – somit war die Villa der erste Standort der bulgarischen Botschaft in der Bundesrepublik Deutschland. Nach Fertigstellung eines neuen Botschaftsgebäudes in Bad Godesberg Ende der 1970er-Jahre zog die bulgarische Botschaft einschließlich der Handelsvertretung aus der Villa aus.
Nach Auszug der bulgarischen Botschaft wurden unter neuen Eigentümern in Teilen des Hauses Eigentumswohnungen eingerichtet. Die Eintragung der Villa in die Denkmalliste der Stadt Bonn erfolgte 1984. 1986 erwarb eine Bauverwaltungsgesellschaft aus Kerpen die Immobilie, der jedoch ein Weiterverkauf der Wohnungen misslang. Ab 1988 diente die Villa nach erfolgtem Umbau für eine Büronutzung als Sitz des Bundeswehr-Sozialwerks, das dort bis 1998 beheimatet war. Anschließend ging sie in Privatbesitz über und wurde ab 1999 wieder für eine Wohnnutzung umgebaut und zugleich mit dem Ziel einer Wiederherstellung des Ursprungszustands restauriert. Dabei entstand auch ein bis ins sechste Geschoss reichender Aufzug.

## Architektur
Die Villa ist mit bis zu sechs Geschossen auf einem komplexen Grundriss errichtet und lässt sich stilistisch dem Historismus zuordnen, der hier unter anderem auf Fachwerkelemente und Loggien zurückgreift. Zur Ausstattung gehören im Innern Terrazzoböden und Stuckbordüren und außen Stuckrosetten. Die Bibliothek verfügt über eine besonders kunstvoll gestaltete Decke mit einem in verschiedenen Brauntönen gehaltenen Stuck mit gemalter Maserung sowie quadratischen Tierbildern, Grotesken und Stillleben an den Raumecken. Auf der zur ehemaligen Fabrik Mönkemöllers hin gelegenen Ecke sind auf Konsolen als skulpturaler Schmuck zwei lebensgroße Terrakotta-Statuen angebracht, die Eisengießer darstellen sollen.